# 加藤淳 (アニメプロデューサー)
加藤 淳（かとう じゅん）は、日本のアニメーションプロデューサー。株式会社A-1 Pictures執行役員専務。

## 経歴
J.C.STAFFに入社後、制作進行や制作デスクなどを担当する。その後、一度アニメ業界を離れ別の仕事に就くが、元同僚から声を掛けられA-1 Picturesの立ち上げに参加する。2016年に執行役員に就任、2018年に執行役員専務に昇任。

## 略歴
- 2016年6月 - 株式会社A-1 Pictures執行役員[2]。
- 2018年10月 - 株式会社A-1 Pictures執行役員専務（現任）[3]。

## 作品一覧

### テレビアニメ
1997年
- 少女革命ウテナ - 制作進行チーフ（第1話-第16話・第18話・第19話・第21話-第23話・第26話-第33話・第35話-第38話）、制作進行（第24話・第25話・第34話・第39話）
- アキハバラ電脳組 - 制作進行（第4話・第8話・第16話・第20話・第24話）

1998年
- 彼氏彼女の事情 - 制作担当
- 魔術士オーフェン - 制作担当

1999年
- へっぽこ実験アニメーション エクセル♥サーガ - 制作担当

2001年
- ちっちゃな雪使いシュガー - 制作担当

2002年
- G-onらいだーす - 制作進行

2003年
- ガンパレード・マーチ 〜新たなる行軍歌〜 - 制作担当

2007年
- おおきく振りかぶって - 制作進行（第2クールOP）

2008年
- 鉄腕バーディー DECODE - 制作進行（OP・ED・第8話）

2009年
- 戦場のヴァルキュリア - アニメーションプロデューサー

2010年
- おおきく振りかぶって 〜夏の大会編〜 - アニメーションプロデューサー

2011年
- うたの☆プリンスさまっ♪ マジLOVE1000% - アニメーションプロデューサー

2012年
- ソードアート・オンライン - アニメーションプロデューサー

2013年
- うたの☆プリンスさまっ♪ マジLOVE2000% - アニメーションプロデューサー
- 俺の妹がこんなに可愛いわけがない。 - アニメーションプロデューサー
- ガリレイドンナ - アニメーションプロデューサー
- ソードアート・オンライン Extra Edition - アニメーションプロデューサー

2014年
- ソードアート・オンラインII - アニメーションプロデューサー

2015年
- うたの☆プリンスさまっ♪ マジLOVEレボリューションズ - アニメーションプロデューサー
- GATE 自衛隊 彼の地にて、斯く戦えり - 制作統括
- 学戦都市アスタリスク - 制作統括

2016年
- 七つの大罪 聖戦の予兆 - 制作統括
- うたの☆プリンスさまっ♪ マジLOVEレジェンドスター - アニメーションプロデューサー
- WWW.WORKING!! - 制作統括

2017年
- 青の祓魔師 京都不浄王篇 - 制作統括
- エロマンガ先生 - 制作統括
- Fate/Apocrypha - 制作統括
- ブレンド・S - 制作統括

2018年
- グランクレスト戦記 - 制作統括
- 七つの大罪 戒めの復活 - 制作統括
- ヲタクに恋は難しい - 制作統括
- ソードアート・オンライン アリシゼーション - 制作統括

2019年
- かぐや様は告らせたい〜天才たちの恋愛頭脳戦〜 - 制作統括
- ソードアート・オンライン アリシゼーション War of Underworld - 制作統括

2020年
- 22/7 - アニメーションプロデューサー
- 『ヒプノシスマイク -Division Rap Battle-』Rhyme Anima - 制作統括

2021年
- 86-エイティシックス- - 制作統括

2023年
- マッシュル - 制作統括

### 劇場アニメ
- 1999年 少女革命ウテナ アドゥレセンス黙示録 - 制作担当
- 2016年 ガラスの花と壊す世界 - アニメーションプロデューサー
- 2017年 劇場版 黒執事 Book of the Atlantic - 制作担当
- 2017年 劇場版 ソードアート・オンライン -オーディナル・スケール- - アニメーションプロデューサー
- 2018年 劇場版 七つの大罪 天空の囚われ人 - 制作統括
- 2019年 劇場版 うたの☆プリンスさまっ♪ マジLOVEキングダム - ゼネラルプロデューサー
- 2020年 劇場版 ハイスクール・フリート - 制作統括

### OVA
- 1996年 闘神伝 - 制作進行（第2話）
- 1996年 新 破裏拳ポリマー - 制作進行（第1話）
- 2001年 ねこぢる草 - 制作担当
- 2001年 エイリアン9 - 制作担当
- 2001年 ぷにぷに☆ぽえみぃ - 制作担当
- 2011年 戦場のヴァルキュリア3 誰がための銃瘡 - アニメーションプロデューサー
- 2019年 エロマンガ先生 OVA - 制作統括

### ゲーム
- 1998年 少女革命ウテナ いつか革命される物語 - 制作担当